# Handeliinae
Handeliinae je podtribus glavočika, dio tribusa Anthemideae. Postoji 10 rodova, a tipični je rod Handelia s vrstom Handelia trichophylla iz Azije.
Podtribus je opisan 1993.

## Rodovi
1. Allardia Decne.
2. Cancrinia Kar. & Kir.
3. Handelia Heimerl
4. Lepidolopsis Poljakov
5. Microcephala Pobed.
6. Pseudohandelia Tzvelev
7. Richteria Kar. & Kir.
8. Sclerorhachis (Rech.f.) Rech.f.
9. Tanacetopsis (Tzvelev) Kovalevsk.
10. Trichanthemis Regel & Schmalh.
11. Xylanthemum Tzvelev